# Christina Gyllenhammar

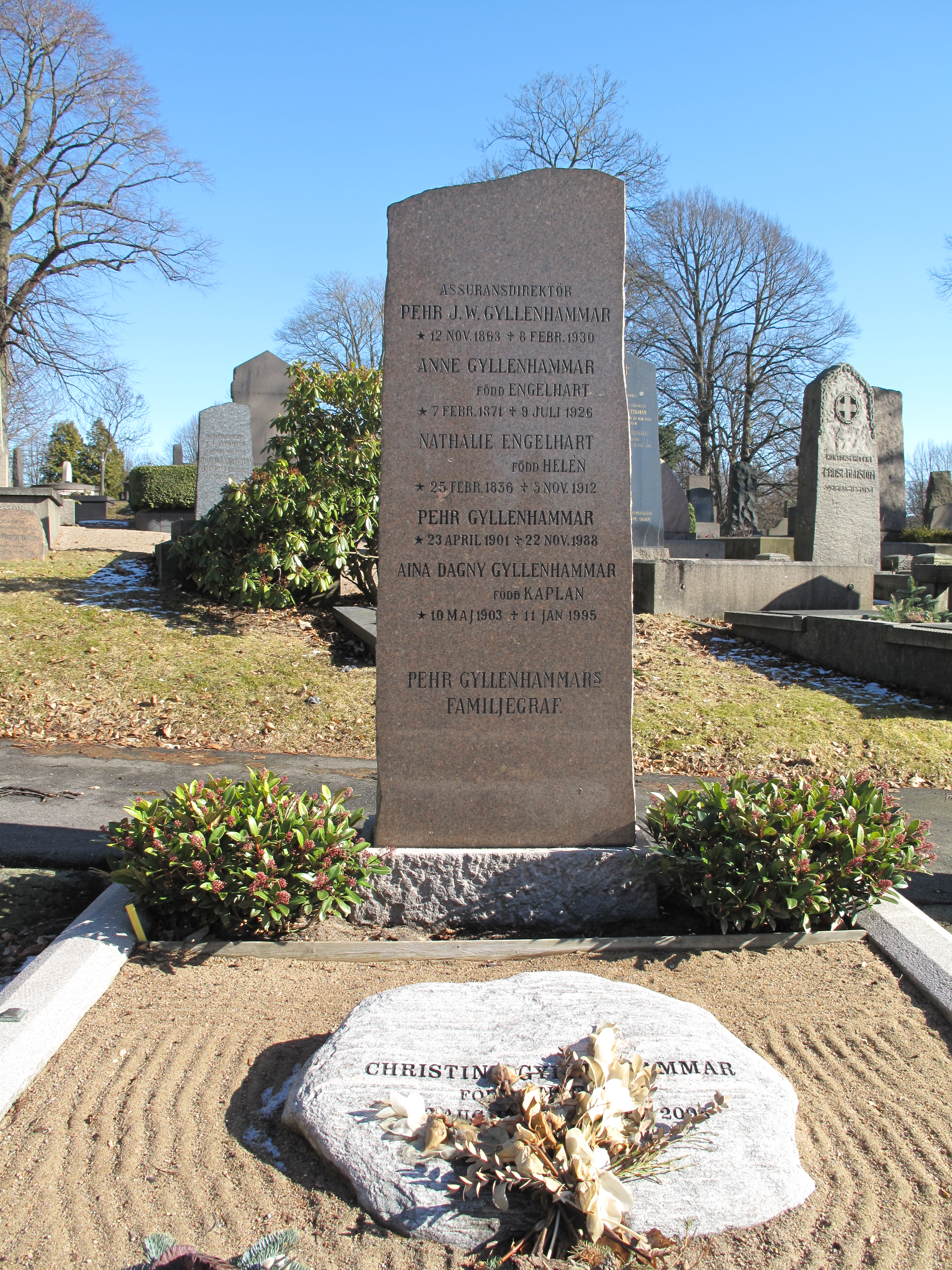
Christina Gyllenhammars grav på Östra kyrkogården i Göteborg.

Christina Gyllenhammar, född Engellau den 3 augusti 1936 i Motala, död 7 september 2008 i Storbritannien, var en svensk socionom som var gift med Pehr G. Gyllenhammar från 1959. Hon var dotter till Volvos tidigare verkställande direktör Gunnar Engellau.
Gyllenhammar utbildade sig till socionom samt var yrkesverksam inom området kvinnor och barn med psykosociala svårigheter. Hon var medgrundare till brottsofferjouren och Kriscentrum för män i Göteborg.
Gyllenhammar tog socionomexamen i Göteborg 1959, utbildade sig i psykosocial arbetsrätt vid S:t Lukasstiftelsen 1983–1986, var kurator vid S:t Jörgens sjukhus 1973–1975 och vid BUP i Göteborg 1975–1977. Dessutom var hon engagerad i Folkpartiet i Göteborg. Hon representerade partiet i sjukvårdsstyrelsen 1980–1985 och i kommunfullmäktige 1982–1985. År 1994 flyttade Christina och Pehr till Storbritannien.